# Sant Corneli de Ribelles
Sant Corneli de Ribelles o de la Muga, és una església romànica del municipi d'Albanyà inclosa en l'Inventari del Patrimoni Arquitectònic de Catalunya.

## Descripció
Esglesiona romànica actualment en ruïnes i sense culte, coneguda i anomenada com a Sant Corneli de Ribelles o Sant Corneli de la Muga. Té una planta amb una sola nau, amb volta de canó apuntada i una porta d'entrada situada possiblement al costat de la posta de sol. En resten en peu actualment els murs del nord i de migjorn, així com l'arc triomfal i l'àbsis, al costat llevantí, rectangular i amb finestra central.

## Història
Sant Corneli consta documentada l'any 1278 com a "Sancti Corneli de Ribellis" en la venda d'un mas, situat en el lloc on hi havia el temple, feta per Bernat Hug de Serrallonga a Raimond, abat del monestir de Santa Maria de Besalú. Sant Cornelli depenia de la veïna parròquia de Sant Julià de Ribelles, la qual, al començament del segle xviii ja estava annexionada a Sant Llorenç d'Oix. Els catòlics francesos, a la darreria de la vuitena centúria i durant l'època revolucionària, portaven a batejar els seus fills a aquest temple de l'Alta Garrotxa.